# Whiskey Sunday
Whiskey Sunday ist eine 1998 gegründete US-amerikanische Punkband aus San Jose/Kalifornien.
Sänger Dover schreibt die Liedtexte der Band. von ihrem derzeitigen Label 1-2-3-4 Go Records werden als ähnliche Bands unter anderem Naked Raygun, Leatherface und Hot Water Music genannt, Kritiker sehen darüber hinaus Ähnlichkeiten mit Face to Face.
Sie sind mit der Punkband The Sainte Catherines befreundet und haben bereits zusammen eine Split 7" aufgenommen. 2006 war die Band auf Einladung des deutschen Labels YoYo Records erstmals auf Europatournee.

## Diskographie
- 2001: Self Titled CD/LP (Vinehell/Ancestor/Braindart)
- 2004: Maldecido CD/LP (1234 Go Records/Yo-Yo Records)
- 2004: Split Whiskey Sunday/The Sainte Catherines 7" (Vinehell/Yo-Yo Records)
- 2005: Split Whiskey Sunday/I Excuse 7" (Snuffy Smile)
- 2006: Split Whiskey Sunday/Snuggle 7" (Vinehell)
- 2006: Split Whiskey Sunday/Morgue Side Cinema 7" (Vinehell Records/Rock Rocket Records)